# Baixi bozuq
Baixi bozuq (Başı bozuk) és una paraula turca que vol dir "independent" o "sense cap", era un soldat irregular de l'exèrcit otomà, criat en temps de guerra. L'exèrcit va reclutar principalment albanesos i circassos com a bashi-bazouks, però els reclutes provenien de tots els grups ètnics de l'Imperi Otomà, inclòs esclaus d'Europa o Àfrica. Els bashi-bazouks tenien fama de ser indisciplinats i brutals, coneguts per saquejar i fer presa de civils com a resultat de una manca de regulació i de l'expectativa que es mantindrien fora de la terra. S'aplicava tant als rodamons originaris de províncies que arribaven a la capital Istanbul, com als subjectes del sultà que no estaven afiliats a cap cos militar, i d'aquesta segona accepció va derivar el nom dels auxiliars otomans a la guerra de Crimea (bashi-bozuk askeri); la majoria eren kurds, albanesos i circassians.
A "les aventures de Tintín" és un dels insults emprats pel capità Haddock.